# 貝爾 HSL
貝爾 HSL(Model 61) 是一款貝爾於20世紀50年代的反潛作戰直升機，此款是貝爾唯一設計的串聯旋翼直升機。

## 發展
原型機(Model 61)於1953年3月3日首飛；其設計是為滿足美國海軍對反潛直升機的需求。1950年6月，Model 61贏得競標，隨後海軍立即訂購三架XHSL-1用以測試。Model 61具有矩形截面機身結構和四架共六輪起落架。機組人員包括兩名飛行員和兩名聲納操作員。
由於需求緊迫，貝爾公司在收到三架XHSL-1合約後幾乎立即就開始低速生產。海軍最終簽訂至少160架的合同，其中18架是給英國皇家海軍。 由於設計缺陷導致最終只建造50架。儘管飛機已全部交付，但在服役測試和驗收後，只有7架分配給位於佛羅里達州巴拿馬城的美國海軍航空防雷部隊，用於空中排雷，其餘的則直接送入倉庫。第一架於1956年9月抵達，最後一架於1960年初正式退役。

## 型號
XHSL-1
原型機，共2架用於動態測試及1架模型用於靜態測試
HSL-1
量產版本，共生產50架
Bell Model 61
公司命名的編號
Bell D-116
Model 61的民用版本，並未實踐
Bell D-216
HSL的改良版本，並未實踐
Bell D-238
HSL的改良版本，並未實踐

### 傳記
- Andrade, John M. U.S.Military Aircraft Designation and Serials since 1909. Leicester, UK: Midland Counties Publications, 1979. ISBN 0-904597-22-9.
- The Illustrated Encyclopedia of Aircraft (Part Work 1982–1985). London, Orbis Publishing, 1985.
- Thomason, Tommy H. The Forgotten Bell HSL. Simi Valley, CA: Ginter Books, 2005. ISBN 978-0-942612-70-7

## 外部連結
- helis.com: Helicopter history site （页面存档备份，存于）